# Lubrín
Lubrín es un municipio español de la provincia de Almería, Andalucía. En el año 2017 contaba con 1440 habitantes. Su extensión superficial es de 138 km² y tiene una densidad de 12,1 hab/km². Se encuentra situada a una altitud de 516 metros y a 76 kilómetros de la capital de provincia, Almería. Este municipio pertenece a la Sierra de los Filabres. Su patrón es San Sebastián, celebrado el 20 de enero. Su patrona es la Virgen del Rosario, donde su día es el 7 de octubre.

## Toponimia
El nombre de Lubrín deriva de la voz árabe al-‘ibrān, que significa las dos orillas.

## Geografía física

### Situación
Lubrín se encuentra en las estribaciones de la Sierra de los Filabres, en la comarca del Levante Almeriense. La población del municipio se distribuye en sus 21 núcleos o pedanías.

### Localidades limítrofes
Albanchez, Antas, Arboleas, Bédar, Cantoria, Cóbdar, Sorbas, Uleila del Campo, Zurgena.
| Noroeste: Uleila del Campo, Cóbdar, Albanchez | Norte: Cantoria, Arboleas, Zurgena | Noreste: Antas |
| Oeste: Sorbas                                 |                                    | Este: Bédar    |
| Suroeste: Sorbas                              | Sur: Sorbas                        | Sureste: Bédar |

### Riesgos naturales
El municipio de Lubrín cuenta con un PTEL que cumple con la Ley 5/2010 sobre autonomía local.

## Historia
Existen dos lugares claves que revelan la presencia del hombre prehistórico en el pasado del municipio: La cueva de los Morciguillos y Los 3 abrigos de las Piedras de Cera.
El 3 de agosto de 1309 fue reconquistado por el obispo de Cartagena Martín Martínez Noloaquisino, al que cambió el nombre por el de “castillo de San Pedro”, se tituló así mismo “señor de las villas de Sorbas y de Lubrín de San Pedro”. A este título se le concedió grandeza de España en el 1640. El 24 de marzo de 1310, el rey Fernando IV de Castilla crea un mandato a los concejos y justicias del Reino de Murcia, para que los que inicien cabalgadas contra tierra de moros desde el castillo de Lubrín, propio de la Iglesia de Cartagena, estén exentos de diezmo y derechos por ellas. El 20 de febrero de 1311, el rey Fernando IV envía una Carta de privilegio por la que trueca con la Iglesia de Cartagena el castillo de Lubrín en el reino de Granada a cambio de entregarle los lugares que la reina doña María tenía en el Reino de Murcia: Alcantarilla, Alguazas, Real de Monteagudo, casas, baño y real de Murcia. Mientras se le hace donación gocen temporalmente del castillo y villa de Alhama.
Los Reyes Católicos dan las villas de Sorbas e Lebrilla (Lubrín) al condestable D. Pedro Fernández de Velasco. En el 1513 don Diego López de Haro, señor de Busto (Asturias) y de la Revilla (Santander), cambió estos lugares al condestable por Sorbas y Lubrín.
Este D. Diego casó con doña Beatriz de Sotomayor, señora del Carpio. Su hijo tomó el nombre de Luis Méndez de Haro y su nieto, el de Diego López de Haro, nombres y apellidos que se fueron alternando en la familia. Es para este último, (Don Diego López de Haro y Sotomayor, Portocarrero y Cárdenas, señor de Lubrín y Sorbas) para quien, el 20 de enero de 1559, Felipe II crea el título de Marqués del Carpio.  
En tiempos de Felipe II, se produjo un levantamiento de moriscos en la región de Granada, a la que pertenecía la actual provincia de Almería. Al ser controlada la rebelión por las tropas cristianas se desterró a todos los moriscos de la región. Este hecho dio lugar a que Lubrín quedara totalmente deshabitado. Según el diccionario de Pascual Madoz, debido a la extensión y fertilidad del municipio, se acordó repoblarlo con 30 familias de cristianos viejos, que después se redujeron a 28 y que procedían de diversas regiones de España: Murcia, Jaén, Cuenca, Extremadura y  Galicia entre otras. La nueva Villa se fundó en 1528 y los terrenos de secano y regadío se dividieron en parcelas equitativas que se echaron a suertes entre los repobladores. Estos Señores percibían las dos terceras partes del diezmo, que recolectaban y custodiaban en una casa granero la cual, junto con la almazara ( molino de aceite ) eran los únicos edificios notables de la población.
El séptimo marqués del Carpio, don Carpio de Guzmán y Pimentel, conde-duque de Olivares, es valido de Felipe IV. Su hija Catalina hereda sus títulos y señoríos, pasando a ser Catalina Méndez de Haro Guzmán, VIII marquesa del Carpio, duquesa de Montoro, condesa-duquesa de Olivares. En el 1668, se casa con Francisco Álvarez de Toledo, X Duque de Alba, quedando vinculado desde entonces el señorío de Sorbas-Lubrín a esta familia.
La economía se basaba en la agricultura y la ganadería, siendo los cultivos más significativos el trigo y el olivo, junto al vino y los garbanzos. Tanta abundancia de cereal y oliva hizo que se construyeran tres almazaras, seis molinos harineros y cinco hornos para cocer el pan. También había diversos telares de lienzos, bayetas y cobertores. Además de estas actividades, la minería fue importante, aquí existieron las minas de hierro y un cargadero de mineral, que llegaron a emplear a unas 500 personas entre los años 1953 y 1957. Así como las canteras de mármol, que hasta finales de los sesenta, dieron trabajo a unas 100 personas. En Rambla Aljibe llegó a ser renombrado el mármol de El Tranco, en sus modalidades blanco y verde.
Un fenómeno que dio lugar a cambios en el pueblo fue la emigración. EE. UU. (California), Argentina y Alemania  eran los destinos a los que la gente solía marchar. A partir de los años cuarenta se mantiene el proceso migratorio, pero esta vez y hasta hace muy poco hacia Cataluña.

## Geografía humana

### Organización territorial
Además de la cabecera municipal, Lubrín cuenta también con varias entidades de población según el nomenclátor publicado por el Instituto Nacional de Estadística: La Breña, El Fonte, El Madroño, El Pilar, Los Jarales, Jauro, El Marchal, Alameda, Las Moletas, El Campico de las Moletas, El Chive, La Rambla Aljibe, Los Cazamínchez, Los Juancebadas, Los Marquesados, La Noria , Los Papaos, Los Pinos, El Pocico, El Tranco, La Rambla Honda, El Sacristán, El Saetí, Los Dioses, La Fuemblanquilla y Los Herreras.

### Demografía
Cuenta con una población de 1428 habitantes (INE 2024).
| Gráfica de evolución demográfica de Lubrín entre 1842 y 2021                                                          |
| |
| Población de derecho según los censos de población del INE. Población de hecho según los censos de población del INE. |

| Nacionalidad | Hombres | Mujeres | Total | %      | Proporción |
| ------------ | ------- | ------- | ----- | ------ | ---------- |
| Española     | 512     | 534     | 1046  | 71.7 % |            |
| Extranjera   | 230     | 181     | 411   | 28.2 % |            |

### Economía

#### Evolución de la deuda viva municipal
| Gráfica de evolución de Deuda viva del Ayuntamiento de Lubrín entre 2008 y 2019                                |
| |
| Deuda viva del Ayuntamiento de Lubrín en miles de Euros según datos del Ministerio de Hacienda y Ad. Públicas. |

## Símbolos
Lubrín obtuvo autorización de la Junta de Andalucía para adoptar sus símbolos municipales en marzo de 1989. Cuenta con un escudo, adoptado oficialmente en febrero de 2007; mientras que la bandera hubo de esperar hasta septiembre de 2015 para ser reconocida oficialmente.

### Escudo
Su descripción heráldica es la siguiente:

Escudo partido. Primero, jaquelado de ocho puntos de azur, equipolados de otros siete de plata. Segundo, de sinople, una espiga y una rama de olivo, ambas de oro puesta en sotuer. Bordura de gules cargada de ocho aspas de oro. Al timbre corona real cerrada.

### Bandera
La enseña del municipio tiene la siguiente descripción:

Paño rectangular, de proporción 2/3, dividido horizontalmente en tres franjas, blanca la central y verdes las de los extremos, con unas anchuras de 1/6, 4/6 y 1/6 de la total del paño, respectivamente. Sobrepuesto al centro del paño el escudo municipal en su colores.

## Política
| Periodo   | Nombre                     | Partido |
| --------- | -------------------------- | ------- |
| 1979-1983 | Emilio García Ortega       | PSOE    |
| 1983-1987 | Emilio García Ortega       | PSOE    |
| 1987-1991 | Daniel Martínez Ramírez    | PSOE    |
| 1991-1995 | Daniel Martínez Ramírez    | PSOE    |
| 1995-1999 | Juan López Camacho         | IULV-CA |
| 1999-2003 | Crescencio Molina Sánchez  | PP      |
| 2003-2007 | Juan López Camacho         | PSOE    |
| 2007-2011 | Domingo José Ramos Camacho | PSOE    |
| 2011-2015 | Domingo José Ramos Camacho | PSOE    |
| 2015-2019 | Domingo José Ramos Camacho | PSOE    |
| 2019-2023 | Domingo José Ramos Camacho | PSOE    |
| 2023-act. | Domingo José Ramos Camacho | PSOE    |

## Servicios públicos

### Educación
El municipio cuenta con colegio público propio, el CEIP San Sebastián, con oferta educativa hasta los 14 años. Posteriormente el alumnado acude al IES Al-Bujaira de Huércal-Overa para continuar con su educación obligatoria.

### Sanidad
El municipio cuenta con un consultorio, dependiente del Hospital Universitario Torrecárdenas, que da servicio de lunes a viernes, adelás de consultorios auxiliares en las pedanías de El Chive, El Marchal, El Pilar, El Pocico, El Saetí, Rambla Aljibe y Rambla Honda.

## Patrimonio
- Ver catálogo